# Sixtinska madonnan
Sixtinska madonnan är en oljemålning av den italienske renässanskonstnären Rafael. Den är målad 1513–14, för högaltaret i klosterkyrkan San Sisto i Piacenza. Målningen hänger idag på Gemäldegalerie Alte Meister på slottet Zwinger i Dresden.

## Bakgrund och innehåll
Uppdragsgivare var påven Julius II. Han tillhörde släkten della Rovere, vars skyddshelgon var påven Sixtus II (257-258). Denne helige påve ses på målningen medlande med sin gest mellan den himmelska scenen och betraktarens världsliga plan. Till höger om Jungfru Maria och Jesusbarnet knäböjer den heliga Barbara, vars reliker vördas i kyrkan San Sisto.
Jungfru Maria med Jesusbarnet samt de två helgonen befinner sig på en bädd av moln. Denna scen inramas av tunga draperier, och i målningens nederkant befinner sig två putti. Den påvliga tiaran kan tänkas fungera som en länk mellan målningen och betraktaren.
Scenen är av typen sacra conversazione, där betraktaren får del av en scen där madonnan (Jungfru Maria) och barnet (Jesus Kristus) samtalar med utvalda helgon i himmelriket.
Målningen anses ha inspirerats av Rafaels egen Madonna med barn.

## Proveniens och betydelse
För att finansiera en renovering av klostret sålde 1754 munkarna i San Sisto med påven Benedictus XIV:s tillstånd målningen till konstsamlaren August III, kurfurste av Sachsen, som placerade den i Zwinger i Dresden. Strax efter andra världskrigets slut 1945 fördes målningen av ryska trupper till Moskva, men den återbördades 1955 till Dresden.

## Reproduktioner
Rafaels Sixtinska madonnan har reproducerats ett flertal gånger. Många känner till exempel igen de båda putti; den ene puttons haka i hand-ställning ska symbolisera melankoli. Sedan 1800-talet har reproduktioner med enbart de två putti fått stor spridning, även i populärkulturella och kommersiella sammanhang. Deras blick, som i originalverket riktas mot madonnan, framstår här som mer fjärran.
Kända kopior av verket finns bland annat i Rafaelsalen på Orangerieschloss i Potsdam. På tavlans ursprungliga plats vid högaltaret i San Sisto i Piacenza hänger sedan försäljningen av originalet till August III en kopia målad av Pier Antonio Avanzini 1730. Den kände ryske författaren Fjodor Dostojevskij var en stor beundrare av verket och en kopia hänger fortfarande idag i hans arbetsrum i Dostojevskijmuseet i Sankt Petersburg.

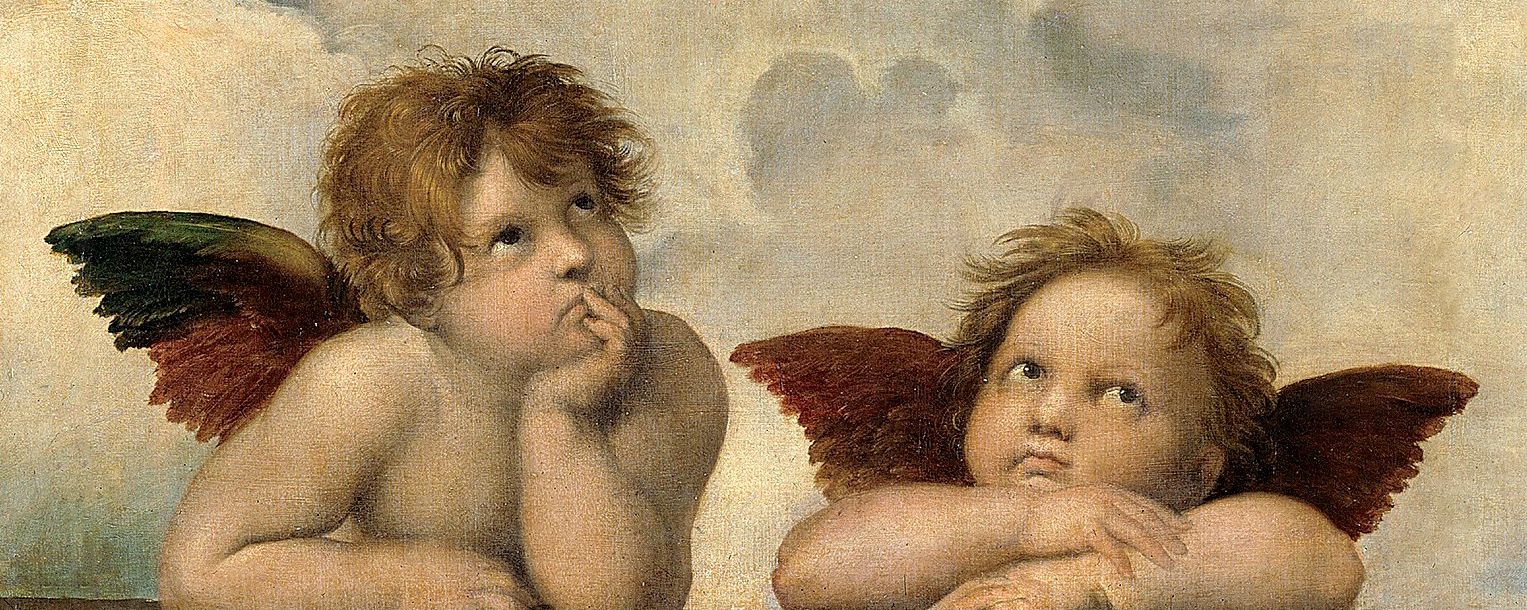
Ofta reproducerad del av målningen med putti.